# العلاقات الأفغانية السعودية
العلاقات الأفغانية السعودية هي العلاقات الثنائية التي تجمع بين أفغانستان والسعودية. ترجع العلاقات بين البلدين إلى عام 1932م ويجمع بين المملكة وأفغانستان اتفاقية تعاونية عامة وقعت في 26/04/2013م وذلك في مؤتمر البلدان المشاركة في مبادرة إسطنبول الخاصة بأفغانستان (قلب آسيا) الذي أقيم في كازاخستان، كما أنه يوجد تمثيل دبلوماسي للمملكة العربية السعودية في أفغانستان عبر سفارتها في العاصمة كابول، ويمثل جمهورية أفغانستان سفارتها في العاصمة الرياض وقنصليتها في جدة.

## مقارنة بين البلدين
هذه مقارنة عامة ومرجعية للدولتين:
| وجه المقارنة                                              | أفغانستان                      | السعودية        |
| --------------------------------------------------------- | ------------------------------ | --------------- |
| المساحة (كم2)                                             | 652.23 ألف                     | 2.25 مليون      |
| عدد السكان (نسمة)                                         | 34.94 مليون                    | 33.00 مليون     |
| الكثافة السكانية (ن./كم²)                                 | 53.57                          | 14.67           |
| العاصمة                                                   | كابل                           | الرياض، الدرعية |
| اللغة الرسمية                                             | اللغة البشتوية، اللغة الفارسیة | اللغة العربية   |
| العملة                                                    | أفغاني                         | ريال سعودي      |
| الناتج المحلي الإجمالي (بليون دولار)                      | 20.82 مليار                    | 683.83 مليار    |
| الناتج المحلي الإجمالي (تعادل القوة الشرائية) بليون دولار | 62.62 مليار                    | 1.69 تريليون    |
| الناتج المحلي الإجمالي الاسمي للفرد دولار أمريكي          | 594                            | 20.48 ألف       |
| الناتج المحلي الإجمالي للفرد دولار أمريكي                 | 1.93 ألف                       | 52.01 ألف       |
| مؤشر التنمية البشرية                                      | 0.479                          | 0.837           |
| رمز المكالمات الدولي                                      | +93                            | +966            |
| رمز الإنترنت                                              | .af                            | .sa             |
| المنطقة الزمنية                                           | ت ع م+04:30                    | ت ع م+03:00     |

## منظمات دولية مشتركة
يشترك البلدان في عضوية مجموعة من المنظمات الدولية، منها:
| علم المنظمة | اسم المنظمة                               | تاريخ انضمام أفغانستان | تاريخ انضمام السعودية |
| ----------- | ----------------------------------------- | ---------------------- | --------------------- |
|             | يونسكو                                    | 4 مايو 1948            | 4 نوفمبر 1946         |
|             | البنك الدولي للإنشاء والتعمير             | 14 يوليو 1995          | 26 أغسطس 1957         |
|             | منظمة حظر الأسلحة الكيميائية              | ?                      | ?                     |
|             | الأمم المتحدة                             | 19 نوفمبر 1946         | 24 أكتوبر 1945        |
|             | مؤسسة التمويل الدولية                     | 23 سبتمبر 1957         | 18 سبتمبر 1962        |
|             | وكالة ضمان الاستثمار متعدد الأطراف        | 16 يونيو 2003          | 12 أبريل 1988         |
|             | منظمة التعاون الإسلامي                    | ?                      | 25 سبتمبر 1969        |
|             | المركز الدولي لتسوية المنازعات الاستشارية | 25 يوليو 1968          | 7 يونيو 1980          |
|             | الاتحاد البريدي العالمي                   | ?                      | ?                     |
|             | مؤسسة التنمية الدولية                     | 2 فبراير 1961          | 30 ديسمبر 1960        |
|             | منظمة الشرطة الجنائية الدولية             | ?                      | 13 يونيو 1956         |
|             | الاتحاد الدولي للاتصالات                  | 12 أبريل 1928          | 7 فبراير 1949         |

## العلاقات الاقتصادية
شهد عام 2016م تبادلاً تجارياً بين الدولتين وصلت قيمته نحو 33 مليون ريال سعودي، منها صادرات بقيمة 17.2مليون ريال سعودي وواردات بقيمة 15.8 مليون ريال سعودي. بينما في عام 2015م وصل حجم التبادل التجاري 23 مليون ريال سعودي. 

## أعلام
هذه قائمة لبعض الشخصيات التي تربطها علاقات بالبلدين:
- وجدان شهرخاني (لاعبة جودو سعودية، 1 فبراير 1996 – )

## وصلات خارجية
- موقع وزارة الخارجية الأفغانية
- موقع وزارة الخارجية السعودية